# Josef Fuchs (cyklist)
Josef Fuchs, född den 24 juli 1948 i Unteriberg, är en schweizisk före detta landsvägscyklist som var professionell från 1972 till 1981 och vars främsta merit är segern i Liège–Bastogne–Liège 1981.

## Meriter
| 1972 Schweizisk mästare i linjelopp Vinnare av Giro di Toscana 2:a totalt i Tirreno–Adriatico Vinnare av etapp 2 5:a i Giro di Campania 5:a i Giro della Provincia di Reggio Calabria 6:a i GP de Monaco 6:a i Sassari–Cagliari 1973 Schweizisk mästare i linjelopp 6:a i Giro della Provincia di Reggio Calabria 1974 Vinnare totalt av Cronostaffetta 4:a totalt i Tirreno–Adriatico 7:a totalt i Vuelta a la Comunidad Valenciana 7:a i Giro di Toscana 7:a i Giro di Campania 7:a i Giro dell'Appennino 8:a i Trofeo Laigueglia 9:a i Giro di Romagna 10:a i Coppa Sabatini 10:a i Giro del Lazio 1975 2:a totalt i Tour de Romandie 4:a i GP Lugano 6:a i Trofeo Baracchi med Martín Emilio Rodríguez 7:a i Tour du Nord-Ouest 8:a totalt i Tour de France 9:a i Züri Metzgete 1976 2:a i Trofeo Masferrer 4:a totalt i Critérium du Dauphiné Libéré 4:a totalt i Setmana Catalana de Ciclisme 4:a totalt i Vuelta a la Comunidad Valenciana 8:a totalt i Vuelta a España 9:a totalt i Volta a Catalunya 1977 4:a i GP Alghero 5:a totalt i Tirreno–Adriatico 10:a i Züri Metzgete 10:a i Giro di Toscana 10:a i Coppa Placci | 1978 3:a totalt i Tour de Suisse 3:a totalt i Giro di Sardegna 4:a totalt i Tirreno–Adriatico Vinnare av etapp 3 9:a i Tre Valli Varesine 9:a totalt i Giro di Puglia 1979 Vinnare av etapp 3 i Tirreno–Adriatico 2:a i GP Lugano 4:a totalt i Tour de Suisse Vinnare av etapp 5 4:a totalt i Vuelta a Andalucía 4:a i Trofeo Baracchi med Daniel Gisiger 5:a totalt i Volta a Catalunya Vinnare av etapp 4 5:a i Giro della Provincia di Reggio Calabria 6:a i Giro dell'Appennino 8:a totalt i Giro d'Italia 10:a i Trofeo Matteotti 1980 2:a totalt i Tour de Suisse Vinnare av etapp 8b (ITT) 2:a i Visp–Grachen 3:a i Trofeo Baracchi med Daniel Gisiger 6:a i Giro del Piemonte 8:a totalt i Giro d'Italia 8:a i Milano–Torino 10:a i GP du canton d'Argovie 1981 Vinnare av Liège–Bastogne–Liège Vinnare av GP Lugano 2:a totalt i Tour de Suisse 5:a totalt i Giro d'Italia 7:a i Super Prestige Pernod 7:a totalt i Critérium International 7:a totalt i Tour Méditerranéen 8:a i Tour du Haut Var 10:a totalt i Tirreno–Adriatico |